# Ramlewo (przystanek kolejowy)
Ramlewo – zlikwidowany przystanek kolei wąskotorowej (Kołobrzeska Kolej Wąskotorowa) w Ramlewie, w województwie zachodniopomorskim, w Polsce.